# Polo della Democrazia Sociale di Romania
Il Polo della Democrazia Sociale di Romania (in rumeno Polul Democrat-Social din România) è stata una coalizione politica romena di centro-sinistra, formatasi in vista delle Elezioni parlamentari in Romania del 2000.

## Storia

### Contesto e formazione della coalizione
In seguito alla sconfitta alle elezioni parlamentari e presidenziali del 1996, il Partito della Democrazia Sociale di Romania (PDSR), che sotto diverse denominazioni (FSN, FDSN) aveva dominato la scena politica dalla rivoluzione del 1989 in poi, andò incontro ad una ristrutturazione interna per fronteggiare il governo di centro-destra della Convenzione Democratica Romena (CDR), con l'obiettivo di tornare al potere nel 2000. Il PDSR del suo presidente Ion Iliescu e del vicepresidente Adrian Năstase, nello stesso anno siglò importanti accordi pre-elettorali con altre forze minori: il gruppo del centro-destra liberale del Partito Umanista Romeno (PUR, fondato nel 1991 e mai entrato in parlamento) e il Partito Social Democratico Romeno (PSDR, dal 1996 facente parte di un'instabile alleanza con i partiti di governo di centro-destra).
Il 25 febbraio il PDSR gettò le basi per un'alleanza con il Partito Umanista Romeno, che era finalizzata alla partecipazione su liste comuni alle elezioni parlamentari del 26 novembre e al sostegno congiunto ad Iliescu per l'incarico di presidente della repubblica. Fu, quindi, l'atto fondamentale che poi portò alla nascita del Polo della Democrazia Sociale di Romania (rumeno: Polul Democrat-Social din România). Dopo le elezioni amministrative di giugno, il 7 settembre il partito concluse due fondamentali accordi con il Partito Social Democratico Romeno di Alexandru Athanasiu. Grazie al primo il PSDR aderì alla coalizione del Polo della Democrazia Sociale di Romania e, con il secondo, si impegnò ad accettare la creazione di un gruppo parlamentare comune nel caso di vittoria alle elezioni, che avrebbe portato la fusione tra i due partiti nella prima parte del 2001.

### Successo elettorale del 2000
Il 26 novembre 2000 in occasione delle elezioni legislative la coalizione conseguì 155 deputati e 65 senatori, mentre il secondo partito più votato fu l'ultranazionalista Partito Grande Romania (PRM) di Corneliu Vadim Tudor. Alle elezioni presidenziali, infatti, Iliescu si ritrovò ad affrontare il leader del PRM, personaggio estremista e giustizialista che rappresentava il voto di protesta dell'elettorato. Di fronte al pericolo rappresentato dall'estremismo nazionalista persino gli altri gruppi antagonisti del PDSR, cioè PNL, PD e UDMR, considerandolo come l'alternativa politicamente più credibile, appoggiarono Iliescu in occasione del ballottaggio presidenziale del 10 dicembre 2000. Iliescu ottenne il 66,83% dei voti e Vadim Tudor si fermò al 33,17%.
Mentre Iliescu divenne nuovamente presidente della repubblica, Năstase fu designato per il ruolo di primo ministro. La coalizione, che non aveva conseguito la maggioranza assoluta, per ottenere l'investitura e garantire la sopravvivenza del governo, fu costretta a richiedere l'appoggio parlamentare di Partito Nazionale Liberale (PNL) e Unione Democratica Magiara di Romania (UDMR). Sulla base di interessi comuni, quali lo sviluppo economico della Romania e l'integrazione euro-atlantica del paese, il 27 dicembre fu firmato il protocollo di intesa tra la coalizione di governo e gli altri due partiti. L'accordo con il PNL, tuttavia, sarebbe saltato il 18 aprile 2001.
In applicazione dell'accordo siglato tra PDSR e PSDR nel 2000, in occasione della conferenza nazionale del 16 giugno 2001, si concretizzò la fusione tra le due formazioni, che già partecipavano ad un gruppo parlamentare comune alla camera dei deputati e al senato. Si realizzò, quindi, l'unificazione di due tra i più importanti gruppi socialdemocratici del paese, che si unirono intorno all'insegna di Partito Social Democratico (PSD).
Nel maggio del 2001 anche il PUR cambiò nome, passando alla nuova dicitura di Partito Umanista di Romania - Social Liberale (rumeno: Partidul Umanist din România – Social Liberal, PUR-SL).
La coalizione ottenne 155 seggi alla camera e 65 al senato, così ripartiti:
|                                             | Camera    | Senato  |
| ------------------------------------------- | --------- | ------- |
| Partito della Democrazia Sociale di Romania | 139 / 155 | 59 / 65 |
| Partito Social Democratico Romeno           | 10 / 155  | 3 / 65  |
| Partito Umanista Romeno                     | 6 / 155   | 3 / 65  |

### Fine della coalizione
Nel giugno del 2003 il primo ministro Năstase, nel quadro di una più ampia risistemazione della squadra di governo, decretò l'abolizione del ministero per le piccole e medie imprese, l'unico ministero assegnato al PUR e condotto da Silvia Ciornei. Ritenendo scandalosa tale decisione, il leader del PUR Dan Voiculescu accusò il PDSR di aver rotto gli accordi stretti precedentemente, di aver mostrato una costante arroganza nei confronti del partito e di aver continuamente cercato di forzare l'identità dottrinaria del PUR. Questo decise di lasciare il governo e, nel mese di settembre, tutti i suoi deputati abbandonarono il gruppo parlamentare del PSD, passando al gruppo degli indipendenti. Rassegnarono le proprie dimissioni, inoltre, il ministro Ciornei, un viceministro, un segretario di stato al ministero delle comunicazioni, un prefetto e tre viceprefetti. I tre senatori del PUR (Ioan Pop de Popa, Dinu Marin e Aureliu Leca), invece, preferirono passare al PSD.

## Risultati elettorali
| Elezione          | Elezione | Voti      | %     | Seggi     |
| ----------------- | -------- | --------- | ----- | --------- |
| Parlamentari 2000 | Camera   | 3.968.464 | 36,61 | 155 / 345 |
| Parlamentari 2000 | Senato   | 4.040.212 | 37,09 | 65 / 140  |

| Elezione           | Elezione | Candidato   | Voti      | %     | Esito       |
| ------------------ | -------- | ----------- | --------- | ----- | ----------- |
| Presidenziali 2000 | I turno  | Ion Iliescu | 4.076.273 | 36,35 | ✔️ Eletta/o |
| Presidenziali 2000 | II turno | Ion Iliescu | 6.696.623 | 66,83 | ✔️ Eletta/o |